# Thursby Software
Thursby Software Systems, Inc. (TSS) ist ein seit 1986 bestehender Software-Hersteller aus Arlington (Texas).
Er stellt Lösungen zur Vernetzung (Datei- und Druckerfreigabe) von hauptsächlich Mac-Rechnern mit Windows-Rechnern her.
Wichtige Produkte sind DAVE und ADmitMac.
Thursby hat unter anderem das SMB-Protokoll mitentwickelt.